# Kepler Track
Kepler Track är en 67 kilometer lång vandringsled belägen i Fiordland National Park i södra Nya Zeeland